# Imprimerie de Gdańsk
L'Imprimerie de Gdańsk (en polonais Drukarnia Gdańska) est un immeuble historique situé à Gdańsk en Pologne.

## Histoire
A l'origine, le bâtiment faisait partie de la malterie située à l'arrière. Depuis 1921 le complexe immobilier est devenu une imprimerie. Elle publiait des magazines pour les Polonais de la ville Libre de Gdańsk, par exemple Gazeta Gdańska, Dziennik Gdański, Gdańsk Guard, Rocznik Gdański, ainsi que des titres de poste, par exemple pour la Direction des chemins de fer polonais à Gdańsk. De plus, le bâtiment de l'imprimerie est devenu un lieu d'intégration de la communauté polonaise, car la zone était habitée par de nombreux Polonais, en particulier l'église catholique voisine d'Ignace de Loyola. Au fond se trouvait une salle communautaire polonaise, décorée de motifs nationaux et cachoubes. Le centre communautaire a été visité, entre autres, par Kazimierz Papée, Commissaire général de la République de Pologne dans la Ville libre de Gdańsk. L'imprimerie était à l'époque une usine moderne, équipée de rotatives, de linotypes et de matériel de reliure, et employait plusieurs dizaines de personnes. Sur le mur de l'imprimerie, après 2015 une plaque a été dévoilée commémorant le propriétaire, Jan Kwiatkowski, et le fonctionnement de l'imprimerie de Gdańsk à cet endroit .

## Galerie

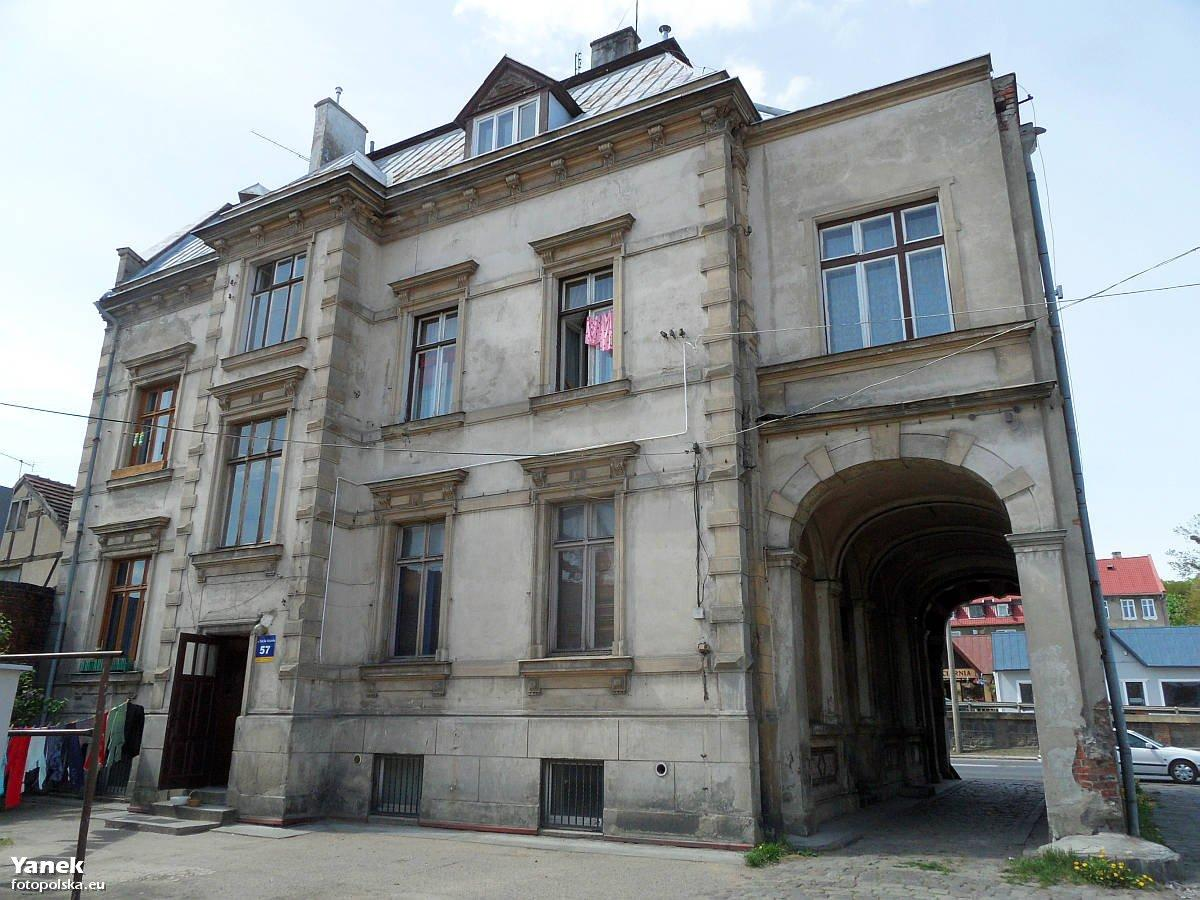
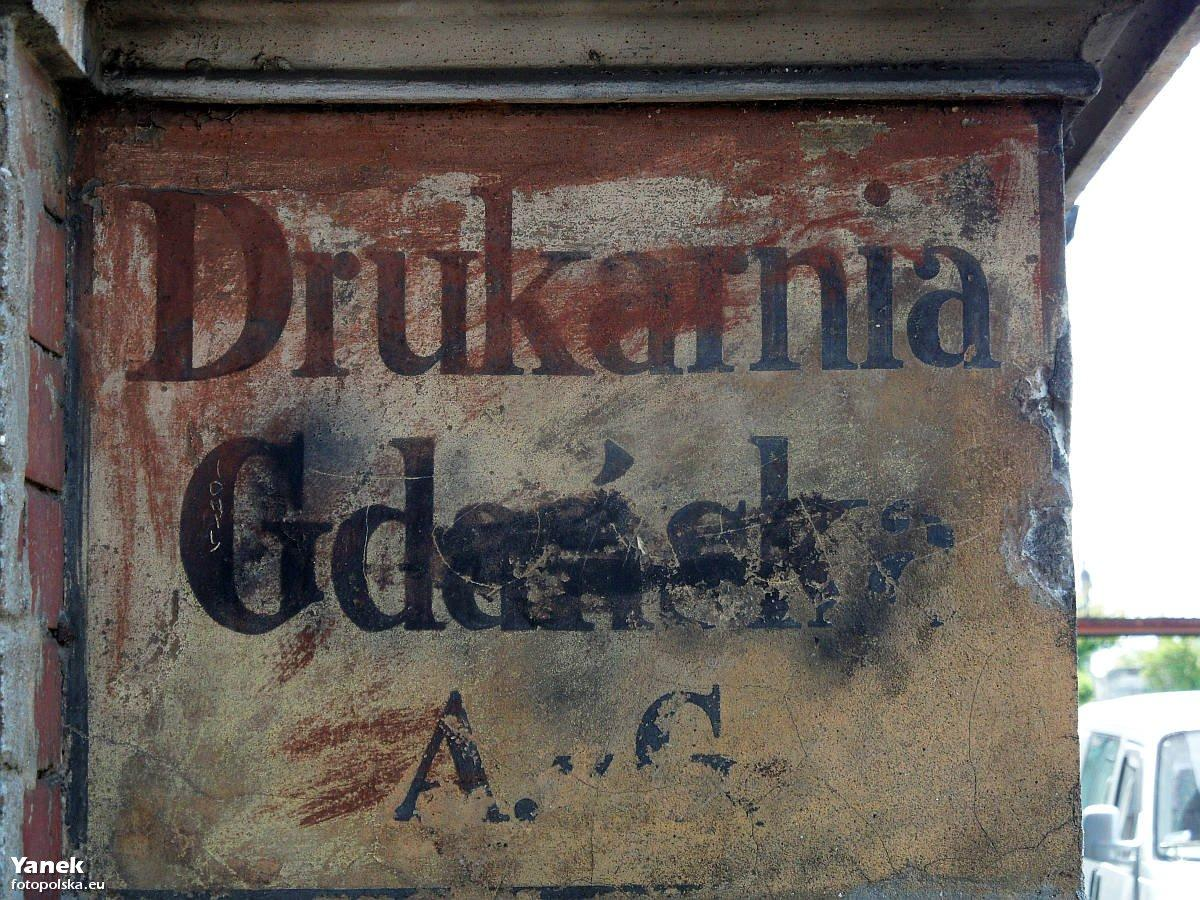
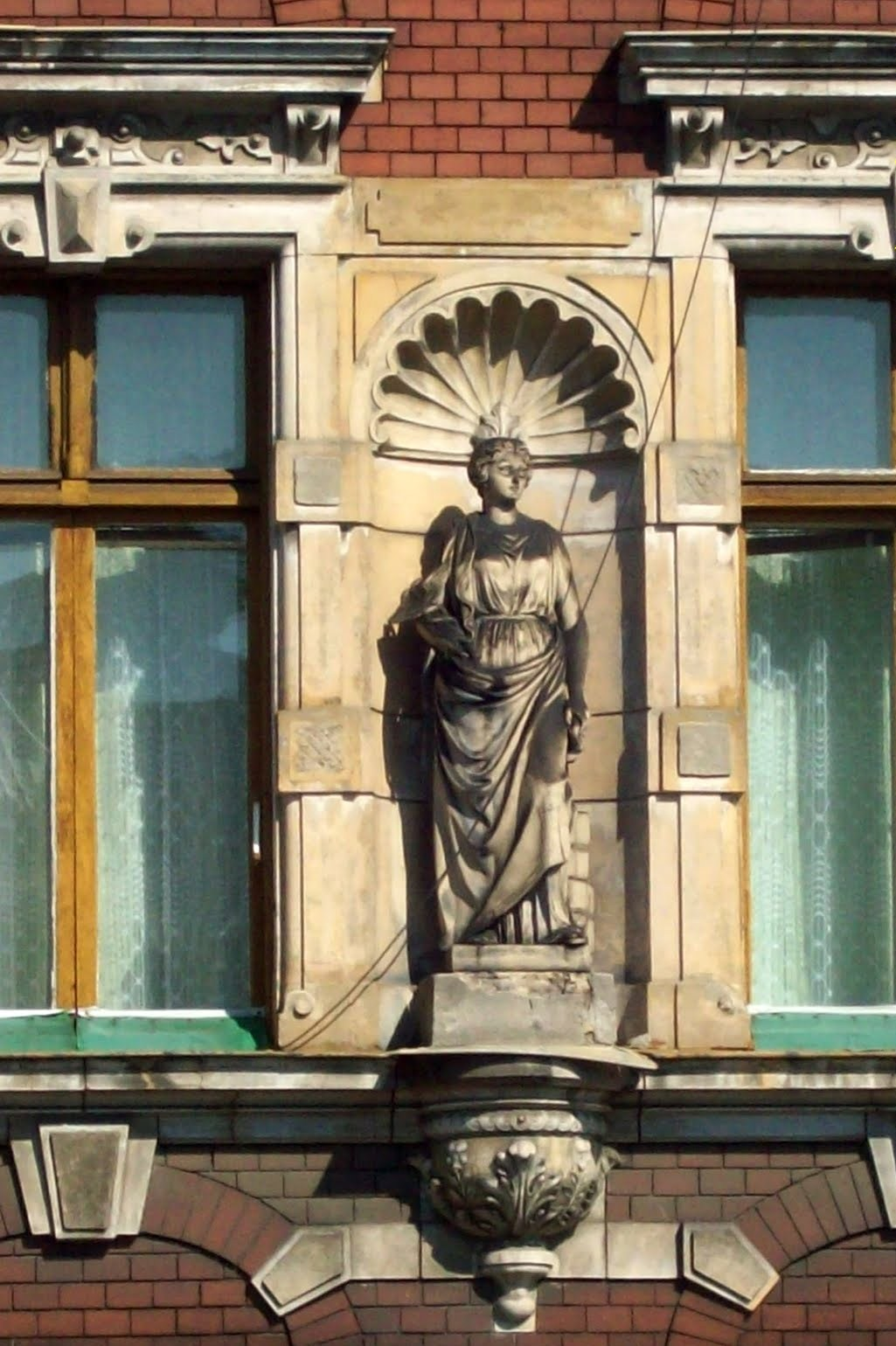
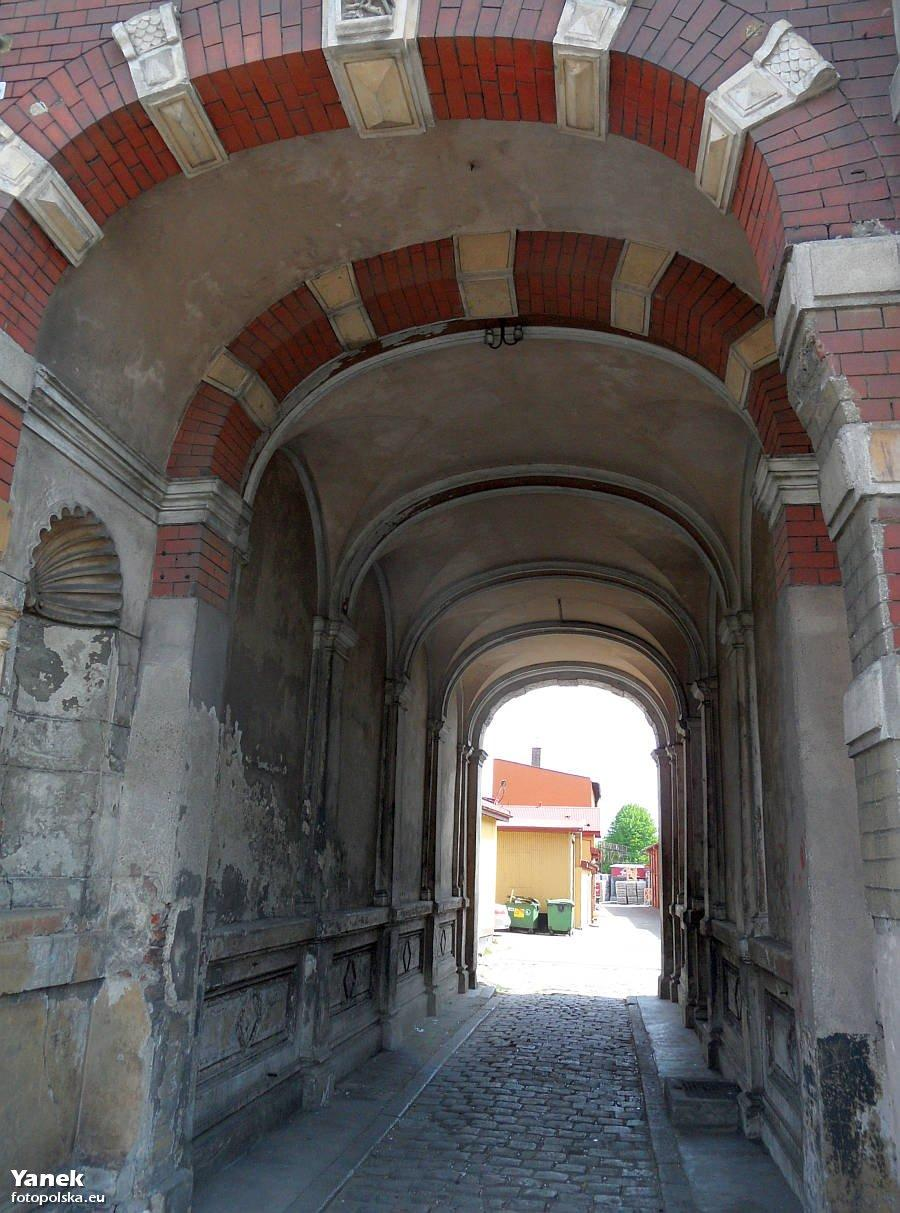